# Lawlaw Nazeri
Lawlaw Nazeri, född 27 juli 1999, är en svensk fotbollsspelare som spelar för AIK.

## Karriär
Lawlaw Nazeri började spela fotboll som 11-åring i den lokala klubben IFK Haninge. Efter några år blev det en flytt till Tyresö FF där hon tog steget från juniorlaget till seniorlaget och spelade totalt 32 seniormatcher för klubben. Inför säsongen 2019 bytte Nazeri klubb till Hammarby IF där det blev totalt 24 matcher. Efter sejouren i Hammarby har hon även spelat i Bollstanäs SK och Älvsjö AIK. Inför säsongen 2023 meddelade AIK att klubben värvat Nazeri på ett tvåårskontrakt.